# پیر برونبرژه
پیِر برونبِرژِه (فرانسوی: Pierre Braunberger‎؛ ‏ ۲۹ ژوئیهٔ ۱۹۰۵ – ۱۶ نوامبر ۱۹۹۰) بازیگر، تهیه‌کننده فیلم، مدیر اجرایی تولید و کارگردان فیلم اهل فرانسه بود.
از فیلم‌هایی که وی در آن‌ها نقش داشته‌است، می‌توان به زن هرزه، یک روز در ییلاق، ون گوگ، گرنیکا، تمام پسران را پاتریک صدا می‌زنند، به پیانیست شلیک کن، شارلوت و دوست‌پسرش، داستان آب، گذران زندگی،تطهیر بچه، نانا و همسر احمق اشاره نمود.